# Регалиан
Вижте пояснителната страница за други личности с името Регалиан.
Публий Касий Регалиан или Регалиан (на латински: Publius Cassius Regalianus) е сенатор при император Валериан I, владетел на Илирия, управител на провинция Панония или Мизия и узурпатор против император Галиен през 260 г.

## Биография
Регалиан призхожда, според Historia Augusta, вероятно директно от краля на Дакия – Децебал. След залавянето на Валериан I от сасанидите се провъзглася през 260 г. за римски император. След победата над сарматите от Галиен е убит от войниците му. Има сведения, че е съучаствал в бунта на Инген, но вероятно е действал самостоятелно.
Регалиан е оставил монети със своето име и на съпругата си – Сулпиция Дриантила.